# Манастир Дужи
Манастир Дужи је манастир Епархија захумско-херцеговачке и приморске Српске православне цркве који се налази на ријеци Требишњици, 4 километра југозападно од Требиња. Манастир је посвећен покрову пресвете Богородице, а први пут се помиње у 17. вијеку.
Михаила Вукоје је монахиња овог манастира.

## Прошлост
Манастир Дужи "у Шуми" је у 16. и 17. вијеку био метох манастира Тврдош. Након што је крајем 17. вијека, тачније 1694. године манастир Тврдош разорен, монаси вођени владиком херцеговачким Саватијем Љубибратићем прелазе у манастир Дужи и обнављају га. Касније су се повратили ту и монаси тврдошки који су избјегли у манастир Савину. Тврдош је пострадао, а Дужи је постао значајан, и одржао је тврдошко имање са земљом и виноградима. Владика Аксентије Паликућа (дужки свештеноинок) је први "сједио" у Мостару у времену 1751-1763. године. Његов насљедник, владика Мркоњић (такође дужки свештенoинок) није хтио да напусти манастир Дужи, до своје смрти. Манастир Дужи је био сједиште владичанства херцеговачког све до укидања Пећке патријаршије 1776. године.
Богати српски трговац из Трста Јован Куртовић је преко свога брата Симеона, који је био јеромонах у манастиру Дужи, помагао овај манастир. Ту су његовим новцем изграђене двије зграде, виноград, а на Требишњници код села Биоча је изграђен млин. До данас су у цркви манастира Дужи сачувана два свијећњака, израђена у Венецији, које је Јован 1777. поклонио манастиру.
Манастир је обновљен за кратко вријеме, између 4. априла и 4. новембра исте, 1855. године, добротворством настојатеља свештеноинок Евстадија Дучића, али и сабраће инока и вјерног народа - "поготову Невесињци". Радио је ту неимар Ђуро Шушић, са мајсторима.
У манастиру се 1861. године налазио првопастир Никифор Дучић намесник, носилац златног крста за заслуге.
Пре Другог светског рата на имању манастира је постојала фарма паунова и канаринаца.

## Богомоља
Манастирска црква посвећена Успенију Пресвете Богородице је једнобродна грађевина са полукружним олтаром. У манастиру се чувају рукописане црквене књиге из раздобља од 17. до 19. вијека које су донијели руски иноци из Кијева и Москве. Прво звоно на торњу манастирске цркве је забрујало 1. јануара 1861. године, за вријеме настојатеља Јевстатија Дучића. Дубровачки "факини" су под надзором руског конзула Петковића и трговца Божа Бошковића, звоно без потешкоћа пренијели, упркос тегобном путу преко врлети за само један дан. Звоно тешко 5,5 центи представља драгоцјен поклон (уз друге) који је манастиру дала Рускиња, грофица Татјана Васиљчкова из Петрограда. У манастиру Дужи се чува и честица Часног крста. На манастирском имању сестринство производи вино, ракију и мед. Један од приложника манастира је био гроф Сава Владисављевић.

## Страдање
Манастир Дужи је више пута пљачкан и пустошен. Највише је био на удару у другој половини 19. вијека. Године 1857. дигли су Срби Херцеговцу устанак против Турака, а први бој се одвијао поред манастира, када је Лука Вукаловић са својим устаницима побједио војску Хаџи-бега Ресулбеговића. У манастиру је боравио Вукајловић и зато је та светиња била на мети Турака. Турци су манастир спалили и напустили јануара 1863. године, а у њему су остали као чувари Срби пандури. Вођа тих Турака зулумћара био је хоџа Брашковић из Требиња. Срби кнезови су издејствовали да комисија из Требиња испита колику су штету направиле пустахије. Настојатељ је иначе избјегао у Задар, а након протјеривања Турака, ту се населио привремено свјештеник Василије Игњатовић из Суторине.
У раздобљу између Првог и Другог свјетског рата, у манастиру су боравили руски монаси који су избјегли из Русије након преокрета. Руски монаси су убијени средином 1941. године. Манастир је у раздобљу рата у Хрватској (1992-1995) гранатиран од стране хрватске војске из правца Дубровника, али није страдао.

## Братство
Настојатељица манастира од 1959. до 2015. била је Теодора Делић.